# Postać gracza

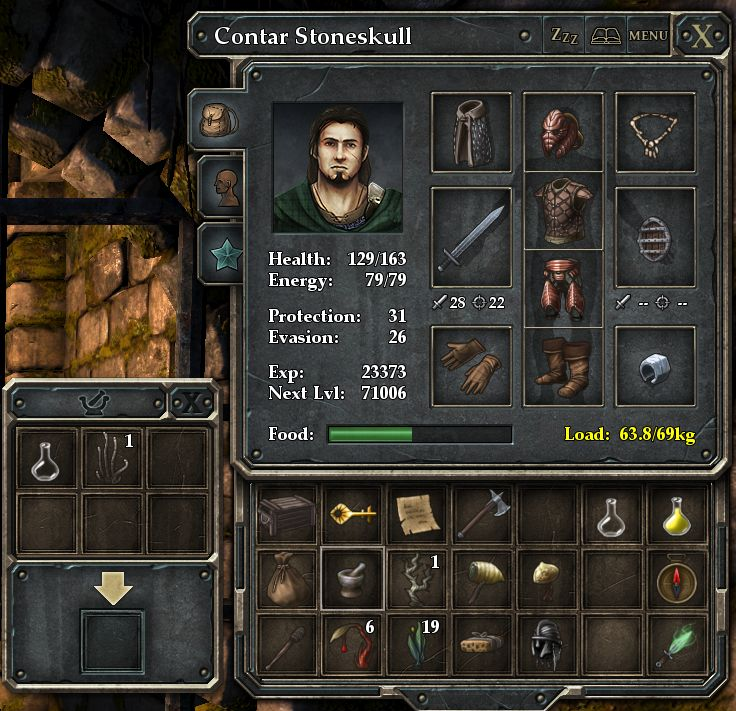
Postać gracza w grze Legend of Grimrock

Postać gracza lub bohater gracza – osoba lub istota, w którą wciela się gracz podczas sesji gry fabularnej lub komputerowej.
W grze fabularnej bohater od początku jest tworzony przez kierującego nim gracza – dotyczy to rasy, klasy, wyglądu, stylu ubierania, mówienia, a często także przeszłości postaci. W trakcie gry gracz steruje poczynaniami bohatera, podejmuje za niego wszystkie decyzje i kreuje jego osobowość. Zazwyczaj postać gracza, o ile nie ginie w trakcie sesji, jest przez długi czas odgrywana przez danego gracza, czasami w różnych kampaniach i u różnych mistrzów gry. Pozostałe postacie, w które wciela się mistrz gry nazywane są bohaterami niezależnymi. Podczas terenówek i LARP-ów gracze stosują charakteryzację, aby zewnętrznie przypominać odgrywaną postać i przez to pełniej ją wyrażać, a także by lepiej wczuwać się w rolę lub też ułatwiać to innym.
W grach komputerowych w zależności od gry gracz może stworzyć własną postać za pomocą kreatora (np. serie Baldur's Gate, Neverwinter Nights i The Elder Scrolls, World of Warcraft), wcielić się w zdefiniowaną przez twórców gry (np. Wiedźmin, The Longest Journey: Najdłuższa podróż, serie BioShock, Call of Duty, Gothic i Hitman) lub wybrać jedną z kilku dostępnych, czasem z możliwością nadania imienia (np. Jade Empire, Borderlands, Torchlight, seria Diablo).